# نوو-ترویتسک
نوو-ترویتسک (به لاتین: Novo-Troitsk) یک منطقهٔ مسکونی در روسیه است که در جمهوری آلتای واقع شده‌است.